# Coelichneumon victorianus
Coelichneumon victorianus là một loài tò vò trong họ Ichneumonidae.